# Critters 2
Critters 2 (títol original: Critters 2: The Main Course) és una pel·lícula estatunidenca dirigida per Mick Garris, estrenada l'any 1988. Ha estat doblada al català

## Argument
Dos anys després de la matança comesa pels Critters a Grover's Bend, Brad Brown ha tornat a la ciutat per les vacances de Pasqua, cosa que no havia fet des de l'atac de la granja de la seva família. Però els Critters havien deixat ous en la seva última vinguda... I aquests són confosos amb ous de Pasqua pels habitants. Les criatures peludes i famolenques envaeixen de nou els carrers de la ciutat! 

## Repartiment
- Terrence Mann: Ug
- Don Keith Opper: Charlie
- Scott Grimes: Brad Brown
- Barry Corbin: Harv
- Liane Alexandra Curtis: Megan Morgan
- Cynthia Garris: Zanti
- Al Stevenson: el xofer de bus
- Tom Hodges: Wesley
- Douglas Rowe: Quigley
- Lindsay Parker: Cindy
- Herta Ware: Nana
- Sam Anderson: el Sr. Morgan
- Lin Shaye: Sal
- Eddie Deezen: el director famolenc
- Frank Birney: el reverend Fisher

## Al voltant de la pel·lícula
- El rodatge va tenir lloc del 8 de setembre al 4 de novembre de 1987 a Santa Clarita, a Califòrnia.
- Critters 2 és la primera pel·lícula de cinema de Mick Garris, cineasta que després dirigirà nombroses pel·lícules de terror com Psycho 4 (1990), Sleepwalkers (1992), The Stand (1994) o Desolation (2006).
- L'especialista dels efectes especials Rob Bottin (Piranhas, Fog, The Thing, Total Recall…) va estar un temps preseleccionat per dirigir la pel·lícula.[3]
- Primera col·laboració entre Mick Garris i el compositor Nicholas Pike, els dos homes va tornar a treballar junts a Sleepwalkers (1992), Shining (1997), Experiència fatal (1998), Jutge i culpable? (2001), Riding the Bullet (2004) i Desolation (2006).

## Premis i nominacions
- Premi a la millor banda original de pel·lícula, en el Festival internacional de Cinema de Catalunya el 1988.
- Nominació al premi a la millor pel·lícula, en el festival Fantasporto l'any 1989.
- Nominació al premi al millor maquillatge per R. Christopher Biggs i Sheri Short, per l'Acadèmia de cinema de ciència-ficció, fantàstic i de terror l'any 1990.

## La saga Critters
- 1986 : Critters, de Stephen Herek
- 1991 : Critters 3, de Kristine Peterson
- 1991 : Critters 4, de Rupert Harvey